# Саксон (Південна Кароліна)
Саксон (англ. Saxon) — переписна місцевість (CDP) в США, в окрузі Спартанберг штату Південна Кароліна. Населення — 3896 осіб (2020).

## Географія
Саксон розташований за координатами 34°57′40″ пн. ш. 81°58′9″ зх. д. / 34.96111° пн. ш. 81.96917° зх. д. (34.961123, -81.969203).  За даними Бюро перепису населення США в 2010 році переписна місцевість мала площу 6,20 км², з яких 6,18 км² — суходіл та 0,02 км² — водойми.

## Демографія
Згідно з переписом 2010 року, у переписній місцевості мешкали 3424 особи в 1102 домогосподарствах у складі 712 родин. Густота населення становила 552 особи/км².  Було 1352 помешкання (218/км²).
Расовий склад населення:
| - 45,6 % — білих - 34,6 % — чорних або афроамериканців - 1,4 % — корінних американців - 1,0 % — азіатів - 14,8 % — осіб інших рас |

До двох чи більше рас належало 2,5 %. Частка іспаномовних становила 22,4 % від усіх жителів.
За віковим діапазоном населення розподілялося таким чином: 23,3 % — особи молодші 18 років, 66,5 % — особи у віці 18—64 років, 10,2 % — особи у віці 65 років та старші. Медіана віку мешканця становила 28,4 року. На 100 осіб жіночої статі у переписній місцевості припадало 104,3 чоловіків;  на 100 жінок у віці від 18 років та старших — 101,5 чоловіків також старших 18 років.
Середній дохід на одне домашнє господарство  становив 32 045 доларів США (медіана — 19 842), а середній дохід на одну сім'ю — 35 298 доларів (медіана — 24 007). Медіана доходів становила 20 511 долар для чоловіків та 25 368 доларів для жінок. За межею бідності перебувало 41,5 % осіб, у тому числі 69,0 % дітей у віці до 18 років та 23,2 % осіб у віці 65 років та старших.
Цивільне працевлаштоване населення становило 1443 особи. Основні галузі зайнятості: мистецтво, розваги та відпочинок — 22,2 %, роздрібна торгівля — 16,7 %, виробництво — 16,6 %.